# RMS Carpathia
RMS Carpathia je bila čezoceanska potniška ladja v lasti družbe Cunard Line. Ladjo je zgradilo podjetje SwanHunter & Wighman Richardson.
Svoje prve potovanje je opravila leta 1903 ko je plula iz Liverpoola v Bostona (Massachusetts), na tej relaciji je plula vse do leta 1904, ko je bila premeščena v Sredozemlje. Ladja je zaslovela leta 1912, ko je rešila preživele s potniške ladje RMS Titanic, v lasti družbe White Star Line, po tem ko se je ta zaletela v ledeno goro in je v nesreči življenje izgubilo 1.503 potnikov ter članov posadke. Carpathia se je na klic na pomoč odzvala nemudoma in proti kraju nesreče plula s polno paro pri tem pa prečkala nevarno ledeno goro, ki je bila le nekaj ur prej usodna za Titanica. Prišla je eno uro in štirideset minut  po tem, ko se je Titanic že potopil, iz reševalnih čolnov ji je uspelo rešiti 705 preživelih.
Carpathia se je potopila med prvo svetovno vojno, 17. julija 1918 v Atlantskem oceanu, ko jo je torpedirala nemška podmornica U-55. Med napadom je pet članov njene posadke izgubilo življenje. 
Ladja je poimenovana po gorovju Karpati. 

## Ozadje
Okoli leta 1900 se je Cunard Line soočal z močno konkurenco britanske White Star Line, nemške Norddeutscher Lloyd in Hamburg Amerike (HAPAG). Cunardova največja parnika po letu 1898, RMS Campania in RMS Lucania, sta bila znana po velikost in hitrost, imela sta po 12.950 bruto registrskih ton (brt.), v lasti pa modri trak za najhitrejše prečkanje Atlantskega oceana. Leta 1897 je modri trak prevzel Norddeutscher Lloyd's z novim parnikom SS Kaiser Wilhelm der Grosse, medtem ko je družba White Star načrtovala splovitev 17.000 brt težkega parnika RMS Oceanic. V tem času je tudi Cunard posodobil svojo floto z naročilom treh novih parnikov SS Ivernia, RMS Saxonia in RMS Carpathia.
Namesto da bi si poskuša v celoti povrniti ugled s porabo dodatnega denarja za naročilo dovolj hitre ladje, s katero bi nazaj osvojil modri trak in izrinil parnik Kaiser Wilhelm der Grosse, ali izgradnjo dovolj velike ladje, da bi se kosal z velikim tekmecem Oceanicom, se je Cunard odločil, da bo na svojih ladjah povečal dobičkonosnost, da bi se tako obranil morebitnih prevzemov. Tri Cunardove nove ladje niso bile posebej hitre, saj so bile izdelane za prevoz priseljencev, so pa bile zato izredno varčne. Te tri ladje so tako postale poslovni model s pomočjo katerega je Cunard lahko uspešno tekmoval s svojimi tekmeci na tržišču – predvsem konglomeratom IMM in njegovim vodilnim podjetjem White Star.
Zasnova za Carpathio je bil spremenjeni načrt ladje razreda Ivernia, tako da je bila približno 40 metrov krajša od svojih »polsester«. Tako kot pri njenih predhodnikih je zasnova temeljila na dolgem trupu, nizki in dobro uravnoteženi nadgradnji ter štirimi žerjavi, ki so omogočali učinkovito ravnanje z večjimi količinami tovora, kot je bilo običajno na linijskih ladjah. Carpathia je bil zasnovana z enim 39,6 m visokim dimnikom, ki je saje in dim odnašal daleč od prostorov za potnike.

## Zgodovina

### Oblika in konstrukcija
RMS Carpathio je zgradila družba C. S. Swan & Lovec v kraju Newcastle upon Tyne, Anglija, v ladjedelnici Cunard Steamship Company z namenom, da pluje med Liverpoolom in Bostonom. Na tej relaciji sta pluli tudi njeni sestrski ladji Ivernia in Saxonia. Gradnja se je začela 10. septembra 1901, ob splovitvi 6. avgusta 1902 jo je krstila gdč. Watson, hči namestnika predsednika družbe Cunard line. Teste na morju je prestala med 22. in 25. aprilom 1903.
V času njene splovitve je bila opisana kot 170 m dolga, 19,58 m široka, z bruto tonažo 13.100 ton. Kot je bila končala se je njena bruto tonažo povečala na več kot 13.700 ton. Zasnovana je bila s štirimi jeklenimi krovi, dvema skladiščnima prostoroma v premcu in krmi ter mostično palubo dolgo 290 čevljev pod katero so bili saloni in kabine. Ob splovitvi je imela prostor za 200 potnikov v prvega razreda in 600 potnikov tretjega razreda ter prostor za velike količine zamrznjenega mesa. Ko je bila dokončana se je kapaciteta povečala na 1.700 potnikov.
Kljub temu, da je bila ladja zasnovana za prevoz potnikov drugega in tretjega razreda, je bila notranjost Carpathie še vedno precej udobna in je postavila nove standarde. Jedilni salon je bil opisan kot »okrašen s smetanovo in zlato, ki združuje učinkovitost z bogato oblazinjenim pohištvom iz mahagonija in zavesami barve starega zlata, ki zastirajo line,« nahajal se je pot vitražno kupolo z električnim ventilatorjem za prezračevanje. V drugem razredu sta bila kadilnica z opažem iz orehovega lesa in knjižnica. Po obnovi leta 1905 so bili ti prostori namenjeni prvemu razredu. Tretji razred na Carpathiji je bil za tiste čase zelo radodarno odmerjen. Jedilni salon tretjega razreda je obsegal celotno širino ladje, v njem je lahko sedelo 300 potnikov in imel je »stene iz poliranega hrasta in okrasne letve iz tikovine«. Tretji razred je imel tudi kadilnico ter damsko sobo, ki se je nahajala takoj naprej od jedilnega salona na zgornji palubi (C), v neposredni bližini ograjene promenade (odprt prostor), podobne tisti na Iverniji in Saxoniji. Častniki so bili nastanjeni pri mostu na palubi (A) nad jedilnim salonom drugega razreda, medtem ko je imel kapitan svoje prostore takoj pod ladijskim mostom.
Ladijski nižji krovi so bili dobro prezračeni po zaslugi električnih ventilatorjev. Prezračevalni sistem je bil zasnovan tako, da je zrak tekel skozi posebne rezervoarje s tuljavo, skozi katero je bilo možno spustiti mrzlo vodo v poletnem času ter vročo paro v zimskem času. Čeprav je bila ladja v celoti elektrificirana in je imela več kot 2.000 svetilk, je ob začetku svoje kariere še vedno imela pomožne oljne svetilke v vsaki kabini.
Carpathia je imela sedem enojnih kotlov s Howdenovim sistemom prisilne vleke in pritiskom 210 psi (1.400 kPa), ki so napajali dva neodvisna štirivaljna, štiri-ročična parna stroja. Stroja je zgradilo podjetje Wallsend Slipway and Engineering Company, Ltd, njegove dimenzije valjev so bile 26 in (0,66 m), 37 in (0,94 m), 53 in (1,3 m) in 76 in (1,9 m) s hodom 54 in (1,4 m). Moč motorja je zagotavljala hitrost do 155 kn (178 mph; 287 km/h).
Carpathia je svoje prvo potovanje opravila 5. maja 1903 iz Liverpoola v Angliji do Bostona v ZDA, vozila je tudi na relaciji New York, Gibraltar, Genova, Neapelj, Trst in Reka.

### Kariera
Čeprav sta ji manjkala hitrost in razkošje hitrih linijskih ladij, si je Carpathia hitro pridobila ugled udobne ladje, še posebej v slabih vremenskih razmerah. V prid ji je bilo razmerje med širino in dolžino, kobilica ter majhne vibracije motorja, ki so običajno prisotne pri močnih motorjih. Po tem ko je leta 1904 Cunard začel sodelovati z družbo Hungarian-Ameriški Line, je bila Carpathia premeščena v Sredozemlje, kjer je ostala večino sezone in postala priljubljena med ameriškimi turisti kot ladja za križarjenje.
Rezultat tega je bil, da so Carpathio leta 1905 prenovili ter povečali njeno kapaciteto iz 1.700 potnikov na 2.550 potnikov. Pri tem so prvi razred razširili na predele, kjer je bil prej drugi razred. Drugi razred na mostu palube (A) je bil spremenjen v prvi razred skupaj s knjižnico in velikim jedilnim salonom na palubi B. Jedilni salon drugega razreda je bil dodan na zadnji konec palube B, zadnja palubna hiša na krov A, kjer se nahajala kadilnica drugega razreda, pa je bila razdeljena na dve damski sobi drugega razreda. Prednja palubna hiša v na palubi A, kjer so bili prej prostori za častnike, se je spremenila v kadilnico prvega razreda, prostori za častnike pa so se preselili na palubo za čolne, kjer je imel kapitan svoje prostore. Leta 1912 je njena tonaža znašala 13,600 angleške tone (13,818 t), imela pa je kapaciteto 2.450 potnikov (250 prvi in drugi razred skupaj, 2.200 tretji razred). Njena posadko je leta 1912 sestavljalo okoli 300 ljudi, od tega je bilo 6 častnikov. Za primer nesreče je bilo na njeni palubi 20 reševalnih čolnov.

### Nesreča Titanica
Carpathia je izplula iz New Yorka 11. aprila 1912, njen cilj je bila Reka v takratni Avstro-Ogrski (danes Hrvaška). Med potniki na ladji sta bila ameriški slikar Colin Campbell Cooper in njegova žena Emma, avtor Philip Mauro, novinar Lewis Palmer Skidmore in Carlos Fayette Hurd, vsi z ženami, Emily Vinton Skidmore in Katherine Cordell Hurd, fotograf Francis H. Blackmarr in Charles H. Marshall, čigar tri nečakinje so potovale na krovu Titanica.  Na krovu so bili tudi Hope Brown Chapin najmlajša hči nekdanjega guvernerja Rhode Islanda Russella Browna, pittsburški arhitekt Charles M. Hutchison in žena Sue Eva Rule, sestra sodnika Virgila Rule iz prizivnega sodišča v St. Louisu ter tudi Louis Mansfield Ogden z ženo Augusto Davies Ogden, vnukinjo Alexandra H. Ricea.
14. aprila ponoči je Carpathijin radijski operater, Harold Cottam, med svojo izmeno dobil prva sporočila s Titanica, saj je bil takrat na ladijskem mostu. Tudi po koncu izmene je pred spanjem nadaljeval s poslušanjem radijskih sporočil in prestregel sporočilo z oddajnika Cape Race na Novi Fundlandiji, da ima zasebno sporočilo za Titanic. Odločil se je pomagati in 15. aprila ob 00:11 poslal Titanicu obvestilo, da ima Cape Race sporočilo zanje. V odgovor je s Titanica dobil klic v sili, v katerem je bilo navedeno, da so se zaleteli v ledeno goro in potrebujejo takojšnjo pomoč.
Cottam je sporočilo in koordinate odnesel na ladijski most, kjer je bil dežurni častnik sprva skeptičen o resnosti klica v sili. Razburjeni Cottam je planil dol po lestvi do kabine kapitana Arthurja Henrya Rostrona in ga prebudil. Ta ni okleval in je takoj dal ukaz, naj se ladja obrne proti kraju nesreče, nato pa vprašal radijskega operaterja, če je popolnoma prepričan, da je prejel klic v sili s Titanica. Operaterj je odvrnil, da je popolnoma prepričan o resnosti sporočila. Medtem ko se je Rostron oblačil, je ukazal glavnemu inženirju, naj postavi dodatno stražo opazovalcev in naj proti Titanicu pluje z najvišjo možno hitrostjo, ker je ladja v težavah. Rostron je med pričanjem povedal, da je bil Titanic oddaljen 58 nmi (67 mi; 107 km) in da je Carpathia za pot do njega potrebovala tri ure in pol. Medtem je posadka Carpathie pripravila tople napitke in juho za preživele ter pripravila javne prostore za namestitev preživelih, za prihod ranjenih pa se je pripravil tudi zdravnik. Pripravljeno je bilo tudi olje, s katerim bi umirili morebitno razburkano morje ob ladji.
Rostron je naročil, naj izklopijo ogrevanje in toplo vodo, da bi pridobil čim več pare za motorje ter postavil dodatne opazovalce, da bi pravočasno opazili ledene gore. Cottam je medtem poslal Titanicu  sporočilo, da Carpathia prihaja kakor hitro je mogoče in da bo tam v štirih urah. Cottam potem ni več pošiljal signalov, saj je želel kanal pustiti prost za morebitne klice na pomoč s Titanica. Carpathia je dosegla polje ledu ob 2:00 in se nato naslednji dve uri prebijala skozenj. Na kraj nesreče je prišla ob 4:00, približno eno uro in pol po tem, ko je Titanic že potonil, pri tem pa je umrlo 1.503 ljudi. V naslednjih štiri urah je ladja potegnila 705 preživelih potnikov in članov posadke iz reševalnih čolnov. Do 9:00 je bil pobran zadnji preživeli, nato je Rostron dal ukaz za nadaljevanje plovbe.
Po tehtanju možnosti, kje bi lahko izkrcali preživele potnike, možni so bili Azori (najmanjši stroški za družbo Cunard Line) in Halifax (najbližje pristanišče, čeprav z nevarnostjo ledu). Rostron se je posvetoval z Brucem Ismayem in se nato odločil, da preživele izkrcajo v New Yorku. Novica o nesreči Titanica se je hitro razširila po obali in skromna Carpathia se je znašla v središču medijske pozornosti medtem ko je plula proti New Yorku z 14 vozli. Sorodniki potnikov in novinarji so prek oddajnika Cape Race in drugih postaj na obali na kapitana Rostrona naslovili na stotine radijskih sporočil, v katerih so zahtevali podrobnosti o dogodku v zameno za denar. Rostron je ukazal, da se nobene novice ne sme posredovati novinarjem, to nalogo in odgovornost je prepustil uradnikom družbe White Star, radijski operater Cottam pa je podrobnosti potopitve Titanica posredoval sestrski ladji Olympic. V sredo 17. aprila je križarka USS Chester pospremila Carpathio v New York. Do takrat je Cottam ob pomoči Harold Nevesta, preživelega radijskega operaterja s Titanica, že posredoval imena preživelih iz tretjega razreda križarki USS Chester. Upočasnjena zaradi neviht in megle od četrtka zgodaj zjutraj 16. aprila, je Carpathia končno prispela v New York v četrtek, 18. aprila 1912, zjutraj. 
Za pomoč pri reševanju je posadka Carpathie od preživelih dobila odlikovanja. Člani posadke so prejeli bronasta odlikovanja, častniki srebra Kapitan Rostron pa je dobil srebrni pokal in zlato medaljo od Margaret Brown. Rostrona je angleški kralj George V. imenoval v viteza, kasneje pa je bil tudi gost ameriškega predsednika Tafta v Beli Hiši, kjer mu je bila podeljena kongresna zlata medalja, najvišje odlikovanje Kongresa Združenih držav Amerike.

### Prva svetovna vojna
Med prvo svetovno vojno je bila Carpathia uporabljena za prevoz kanadskih in ameriških ekspedicijskih sil v Evropo. Nekajkrat je plula tudi v konvoju iz New Yorka preko Halifaxa do Liverpoola in Glasgowa. V vojnem času je bil med njenimi potniki tudi Frank Buckles, ki je kasneje postal zadnji preživeli ameriški veteran velike vojne.

### Potopitev
15. julija 1918 je Carpathia izplula iz Liverpoola s ciljem v Bostonu.  Na krovu je bilo 57 potnikov (36 prvega razreda in 21 nižjega razreda) ter 166 članov posadke. Do Atlantika so jo spremljale spremljevalne ladje, da bi se Carpathia izognila napadom U-podmornic. Spremstvo se je končalo 17. julija zgodaj zjutraj spremljevalne ladje pa so odplule nazaj v Veliko Britanijo. Carpathia je nadaljevala pot proti zahodu skupaj s šestimi drugimi ladjami; kot največja ladja je prevzela poveljstvo. Tri ure in pol potem, ko je ladja zapustila jugozahodno obalo Irske je ob 9:15 (po ladijskem času) posadka na levi strani ladje opazila torpedo, ki je drvel proti ladji. Ladja je s polno hitrostjo začela zavijati desno, a to ni pomagalo. Torpedo je Carpathio zadel na levem boku v bližini 3. izstopne lopute. Ladjo je torpedirala podmornica nemške cesarske mornarice U-55. Eksplozija pa je bila tako močna, da je ladja izgubila svojo sposobnost. Sila eksplozije je uničila celotno električno opremo, vključno z brezžično ter poškodovala dva reševalna čolna. Na palubi je celo požar izbruhnil. Zaradi tega je kapitan William Prothero, ki je od leta 1916 poveljeval Carpathiji, ukazal poslati klice v sili bljižnim ladjam in posadki ukazal, naj pripravijo reševalne čolne. Prvemu torpedu je čez petnajst minut sledil drugi torpedo, ki je ubil tri gasilce in dva mornarja. Na ladijskem mostu je posadka začela izstreljevati signalne rakete, da bi pritegnili pozornost drugim ladjam na območju. 
Carpathia se je zaradi močnega vdora vode začela nagibati na levo stran, zato je kapitan Prothero potnikom in posadki ukazal, naj vsi takoj zapustijo ladjo. Vsi potniki in preživeli člani posadke so se vkrcali v 11 reševalnih čolnov. Ko so se potniki in posadka izkrcali, so na potapljajoči se ladji ostali še kapitan, prvi častnik, drugi častnik in tretji častnik, ki so v morje odvrgli ves nepotreben tovor, da bi preprečili nagib ladje. Nato je kapitan enemu čolnu ukazal naj se približa ladji in nato so kapitan ter preostali trije častniki zapustili potapljajočo se ladjo. Zatem je podmornica U-55 izstrelila še tretji torpedo, ki je Carpathio zadel blizu levega propelerja, nato pa se je ladja v nekaj minutah v celoti potopila. Od 223 ljudi jih je preživelo 218. Podmornica U-55 se je začela približevati reševalnim čolnom, vendar jo je s topniškim ognjem kmalu pregnal HMS Snowdrop, ki je priplul na prizorišče potopitve in nato rešil preživele s Carpathie. 
Carpathia je potonila ob 11:00 uri zjutraj na lokaciji 49°25′N 10°25′W / 49.417°N 10.417°W, ki jo je zabeležil HMS Snowdrop približno 120 mi (190 km) zahodno od Fastneta. Snowdrop se je z preživelimi potniki v Liverpool vrnil 18. julija zjutraj. V času potopitve je bila Carpathia že peta ladja, ki jo je Cunard izgubil v zadnjih nekaj tednih. Preostale ladje so bile: Ascania, Ausonia, Dwinsk, in Valentia. Vojno je preživelo le pet Cunardovih ladij iz predvojnega obdobja.

## Odkritje in reševanje
9. septembra 1999 sta Reuters in AP poročala, da je podjetje Argosy International Ltd. pod vodstvom Grahama Jessopa, sina podvodnega raziskovalca Keitha Jessopa, pod pokroviteljstvom Nacionalne podvodne in pomorske agencije (NUMA), odkrilo razbitino Carpathie v globini 600 ft (180 m), 185 mi (298 km) zahodno od Land's End. Slabo vreme je ladjo prisililo, da je zapustita položaj preden je Jessop lahko s podvodno kamero potrdil odkritje. Kasneje se je vrnil na lokacijo in ugotovil, da razbitina ni bila Carpathia temveč ladja Isis družbe Hamburg-America Line's, ki se je potopila 8. novembra 1936.
Leta 2000 je ameriški pisatelj in potapljač Clive Cussler oznanil, da je njegova organizacija NUMA spomladi istega leta odkrila razbitino Carpathie  na globini 500 ft (150 m). Po podmorniškem napadu je Carpathia na morskem dnu pristala v pokončnem položaju. NUMA je podala približno lokacijo razbitine 120 mi (190 km) zahodno od Fastneta na Irskem.
Razbitina je trenutno v lasti podjetja Premier Exhibitions Inc., nekdanjega RMS Titanic Inc., ki namerava dvigniti predmete iz razbitine. .

## Galerija
- Sivo pobarvan trup Carpathie, ki čaka na splovitev.
- Carpathia, zasidrana v New Yorku po reševanju potnikov z ladje RMS Titanik.
- Margaret Brown (desno) podeljuje nagrado kapitanu Arthurju Henry Rostronu za pomoč pri reševanju preživelih z ladje RMS Titanik
- Potniki na krovu Carpathie okoli leta 1914.
- Kartica reševalnega čolna